# 中原村 (熊本県飽託郡)
中原村（なかはらむら）は、熊本県の北部、飽託郡にかつてあった村である。

## 地理
- 河川：白川
- 白川中原緑地

## 歴史
- 1889年4月1日 - 町村制が施行。中島村と沖新村の町村組合による行政。
- 1896年4月1日 - 飽田郡と託麻郡が合併し飽託郡となる。
- 1941年1月1日 - 中島村、沖新村、中原村が合併して、新村制による中島村が発足。